# Závod na obohacování uranu Fordo
Závod na obohacování uranu Fordo (persky ‏تأسیسات هسته‌ای فردو‎‎), oficiálně jaderné zařízení Šahída Alího Mohamadího (persky تأسیسات هسته‌ای شهید علی‌محمدی‎), je jaderné zařízení na obohacování uranu v Íránu. Jedná se o jedno z center íránského jaderného programu. Je vybudováno ve skalním masivu v hloubce 80–90 metrů. Nachází se 30 kilometrů severně od města Qom.
Íránská vláda přiznala existenci zařízení v září 2009 poté, co jej odhalily západní tajné služby. V březnu 2023 Mezinárodní agentura pro atomovou energii oznámila, že v zařízení nalezla uran obohacený na 83,7 %, přičemž k výrobě jaderné zbraně je potřeba 90 %. Dne 13. června 2025, v první den izraelsko-íránské války, Izrael zaútočil na zařízení. Dne 22. června zaútočily na zařízení rovněž Spojené státy americké. Podle Pentagonu bylo zařízení „mimořádně těžce poškozeno“, zatímco prezident Donald Trump prohlásil, že bylo zničeno. Írán uvedl, že bylo vážně poškozeno.

## Historie
Stavba zařízení byla zahájena v roce 2006, ale o jeho existenci informoval Írán až v září 2009 poté, co jej odhalily západní tajné služby. Západní představitelé Írán ostře odsoudili za to, že o zařízení neinformoval dříve. Ve svém původním prohlášení Írán uvedl, že účelem zařízení je výroba fluoridu uranového obsahujícího až 5 % uranu-235 a že zařízení je stavěno tak, aby pojalo 16 kaskád s přibližně 3 000 odstředivkami.
V září 2011 Írán oznámil, že přesune produkci uranu obohaceného na 20 % z Natanzu do Fordo. V lednu 2012 íránský prezident Mahmúd Ahmadínžád oznámil: „Írán brzy ztrojnásobí produkci obohaceného uranu. Uran obohacený na 20 % potřebujeme pro lékařské účely“. Mezinárodní agentura pro atomovou energii uvedla, že produkce tohoto materiálu „zůstává pod kontrolou a dohledem agentury“.
V listopadu 2013 íránští vysokoškolští studenti v doprovodu šéfa Íránské organizace pro atomovou energii Alího Akbara Sálehího vytvořili kolem zařízení lidský řetěz, aby vyjádřili svou podporu íránskému jadernému programu.
V souladu se společným komplexním akčním plánem z dubna 2015 mělo zařízení na nejméně 15 let zastavit obohacování uranu a mělo být přeměněno na centrum jaderné fyziky a technologie. Zařízení mělo disponovat pouze 1 044 odstředivkami, které budou vyrábět radioizotopy pro použití v medicíně, zemědělství, průmyslu a vědě. Spojené státy americké odstoupily od dohody v květnu 2018 a uvalily na Írán nejtvrdší sankce v historii.
V roce 2016 Írán rozmístil kolem zařízení protiletadlové raketové systémy S-300.
V listopadu 2019 oznámil šéf Íránské organizace pro atomovou energii Alí Akbar Sálehí, že Írán bude ve Fordo obohacovat uran na 5 %.
V lednu 2020 bylo v zařízení nainstalováno 1 044 odstředivek. V lednu následujícího roku zde bylo zahájeno obohacování uranu na 20 %.
V březnu 2023 Mezinárodní agentura pro atomovou energii oznámila, že v zařízení nalezla uran obohacený na 83,7 %, přičemž k výrobě jaderné zbraně je potřeba 90 %. V červnu 2024 Mezinárodní agentura pro atomovou energii uvedla, že Írán nainstaloval další odstředivky. Deník The Washington Post napsal, že počet odstředivek by se mohl brzy ztrojnásobit, zatímco deník The Times of Israel informoval, že byly nainstalovány čtyři nové kaskády.

### Izraelské a americké údery (2025)
Dne 13. června, v první den izraelsko-íránské války, došlo ke dvěma výbuchům poblíž zařízení. Satelitní snímky a zprávy naznačovaly, že některé nadzemní objekty byly poškozeny, zatímco podzemní část s odstředivkami nebyla poškozena. O den později Íránská organizace pro atomovou energii uvedla, že v důsledku útoků došlo k omezeným škodám.
Dne 17. června bylo oznámeno, že americký prezident Donald Trump zvažuje zapojení Spojených států amerických do války. Dne 21. června Trump oznámil, že americké strategické bombardéry Northrop B-2 Spirit svrhly dvanáct bomb GBU-57A/B MOP na Fordo a dvě bomby na Natanz. Po útoku prohlásil: „Klíčová íránská zařízení na obohacování uranu byla zcela zničena“.
Dne 24. června deník The New York Times a televizní společnost CNN informovaly, že podle předběžného hodnocení škod provedeného Defense Intelligence Agency USA zbrzdily íránský jaderný program nanejvýš o pár měsíců. O den později Trump prohlásil, že izraelští agenti provedli průzkum a zjistili, že zařízení bylo zcela zničeno.